# Museo dell'industria del petrolio e del gas
Il Museo dell'industria del petrolio e del gas è un museo all'aperto di Bóbrka, nel comune di Chorkówka, in Polonia.
Il museo si trova sull'area dove è stata effettuata la prima estrazione di petrolio nella storia.

## Storia
Dopo i primi esperimenti chimici di Ignacy Łukasiewicz si scoprì che era possibile ottenere dei derivati dal petrolio. Il primo sito di estrazione del petrolio della storia fu allestito nei pressi di Bóbrka nel 1854, oggi in Polonia ma al tempo era la regione della Galizia, governata dall'Impero Austroungarico.

## Museo
L'area in cui si trovava il sito di estrazione è stato trasformato in un museo all'aperto in cui è possibile seguire un percorso sterrato e ammirare le diverse macchine e attrezzature (es. punte perforatrici) che dal XIX secolo ai tempi moderni, hanno determinato l'evoluzione del settore: tra i cimeli più antichi troviamo le macchine manuali per l'estrazione del petrolio, Franek e Janina, rispettivamente profonde 50 metri e 132 metri.
Nel 1982 è stato svelato all'interno del parco il busto del fondatore dell'industria petrolifera Ignacy Łukasiewicz.

## Galleria d'immagini

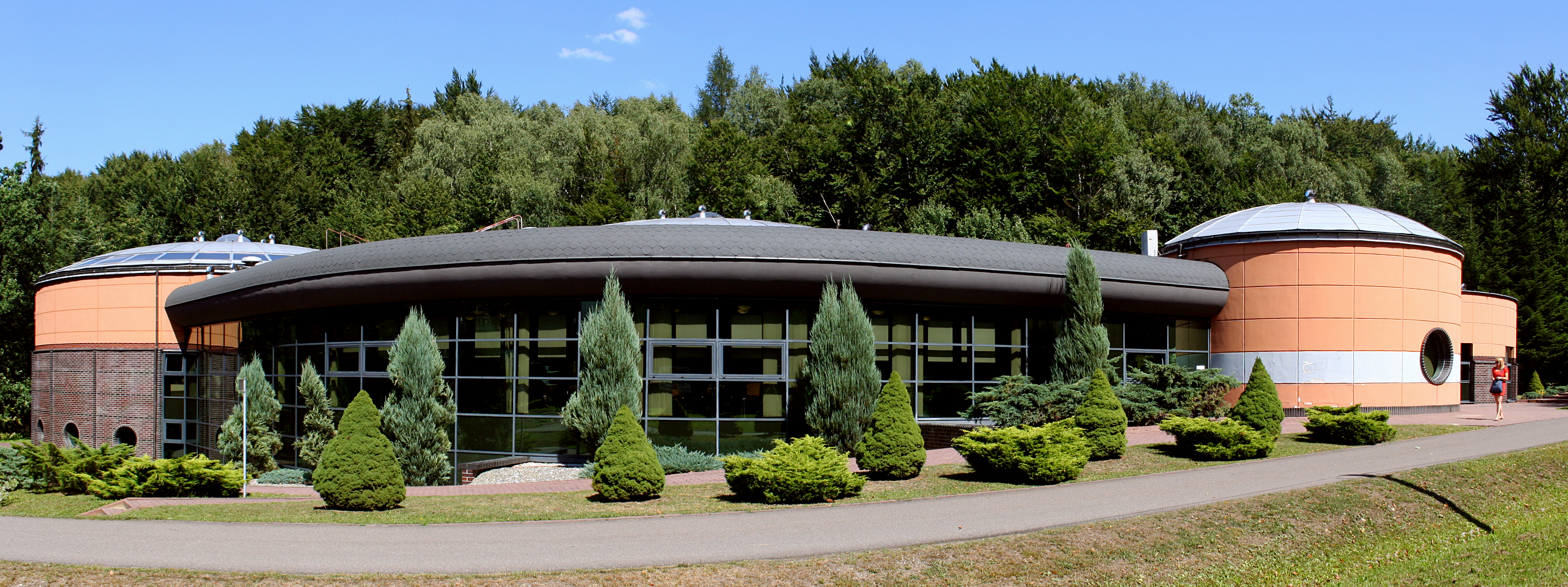
L'edificio museale
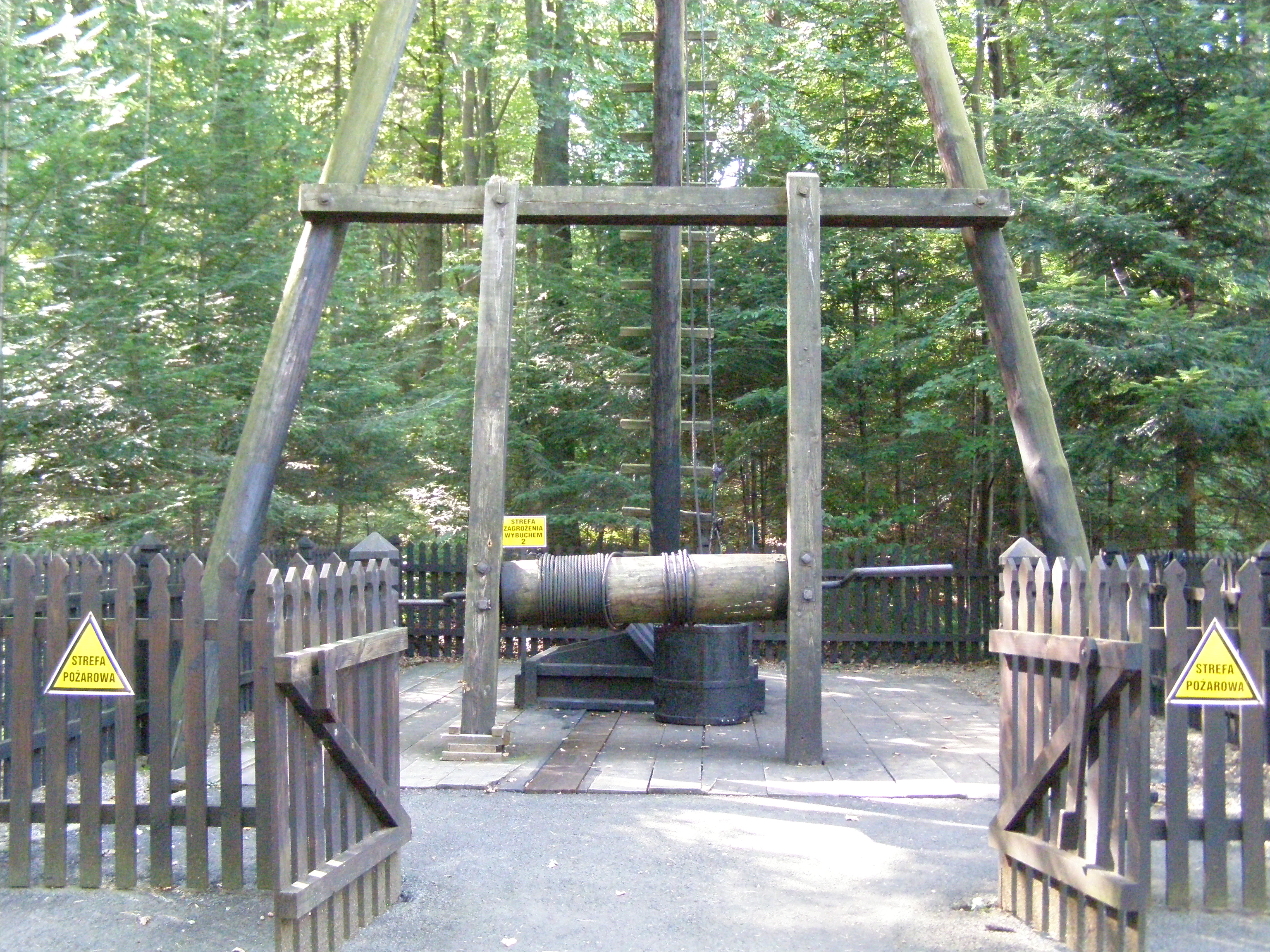
Macchina estrattiva Franek
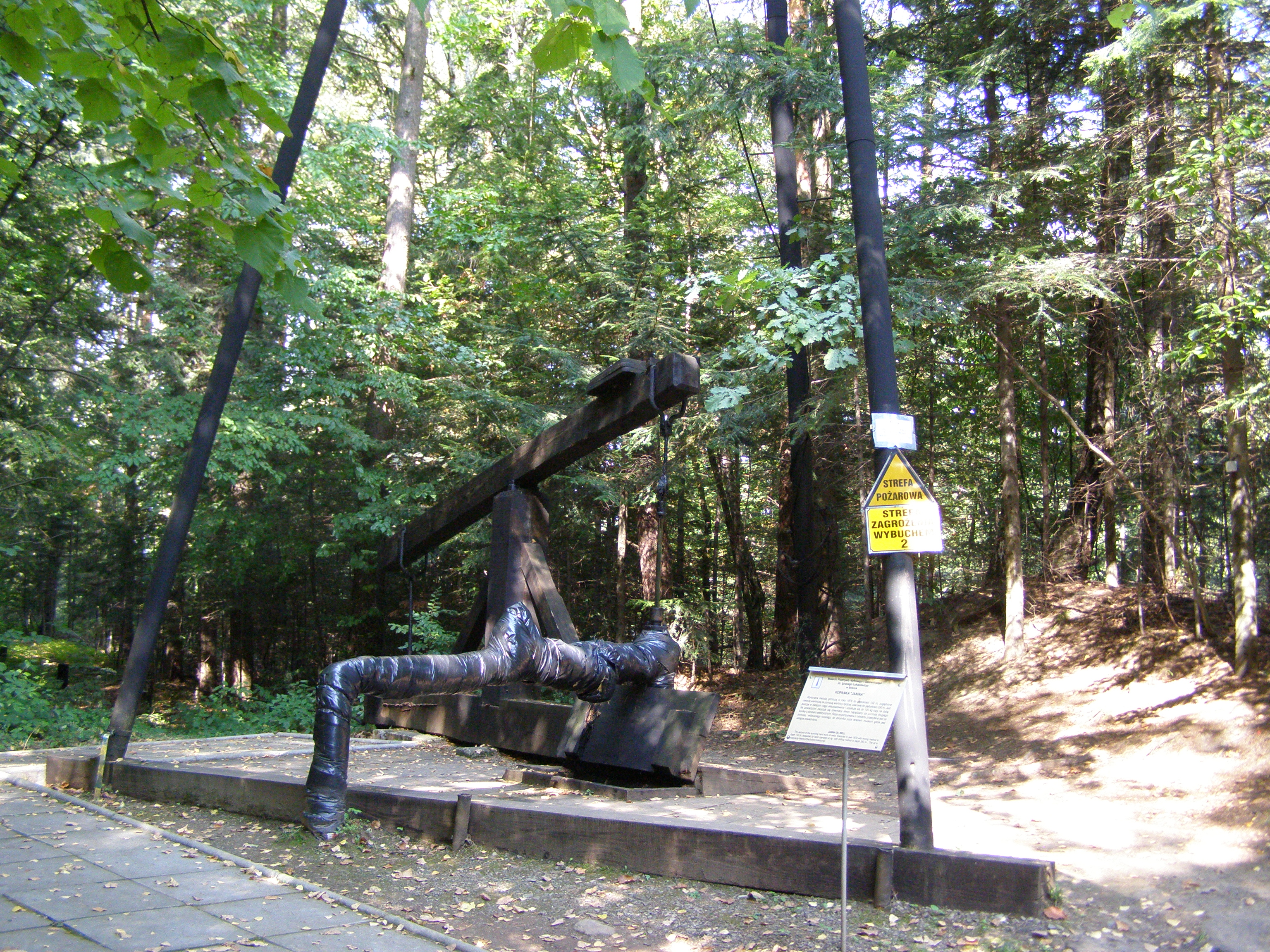
Macchina estrattiva Janina
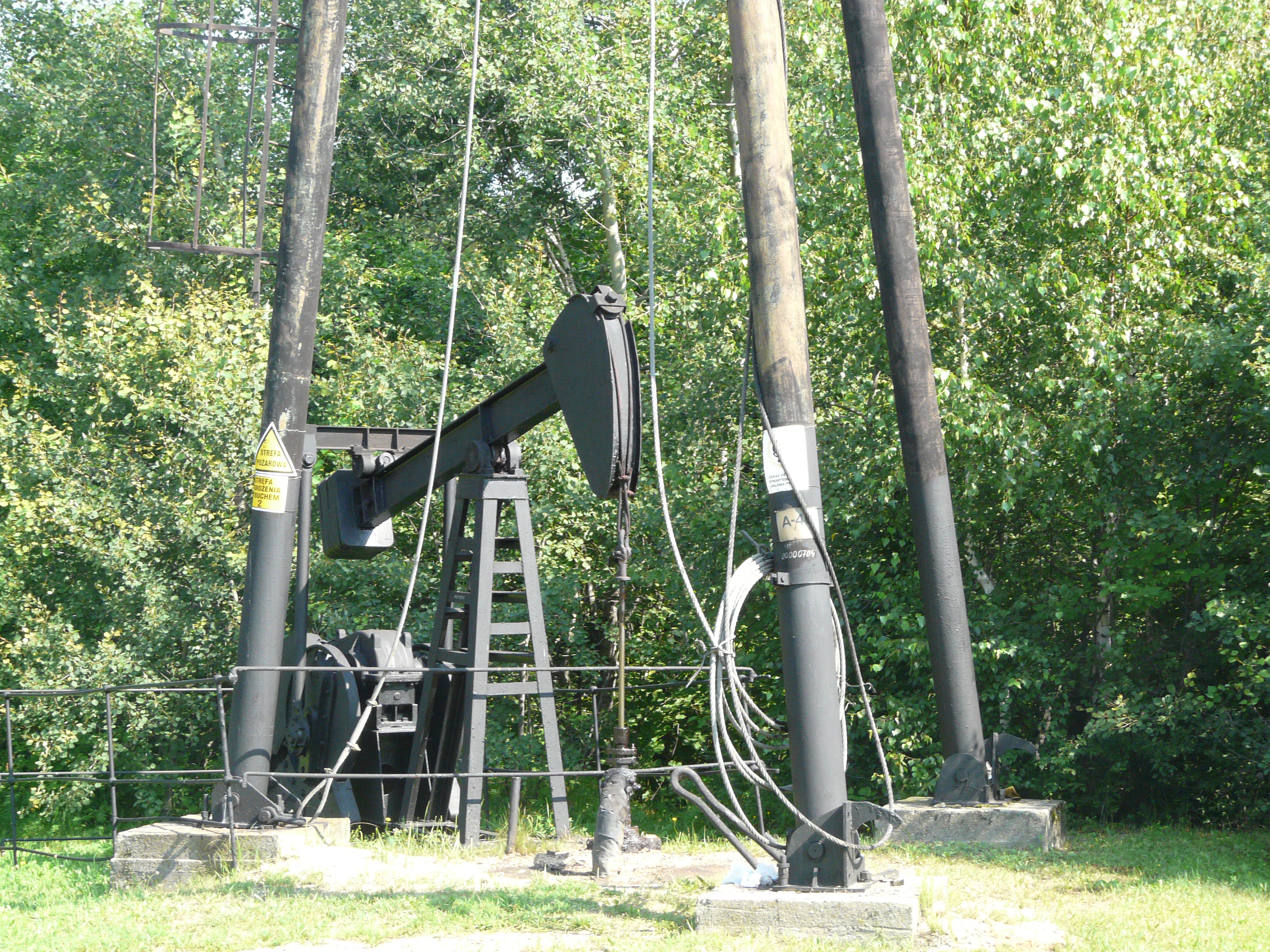
Evoluzione delle macchine estrattive
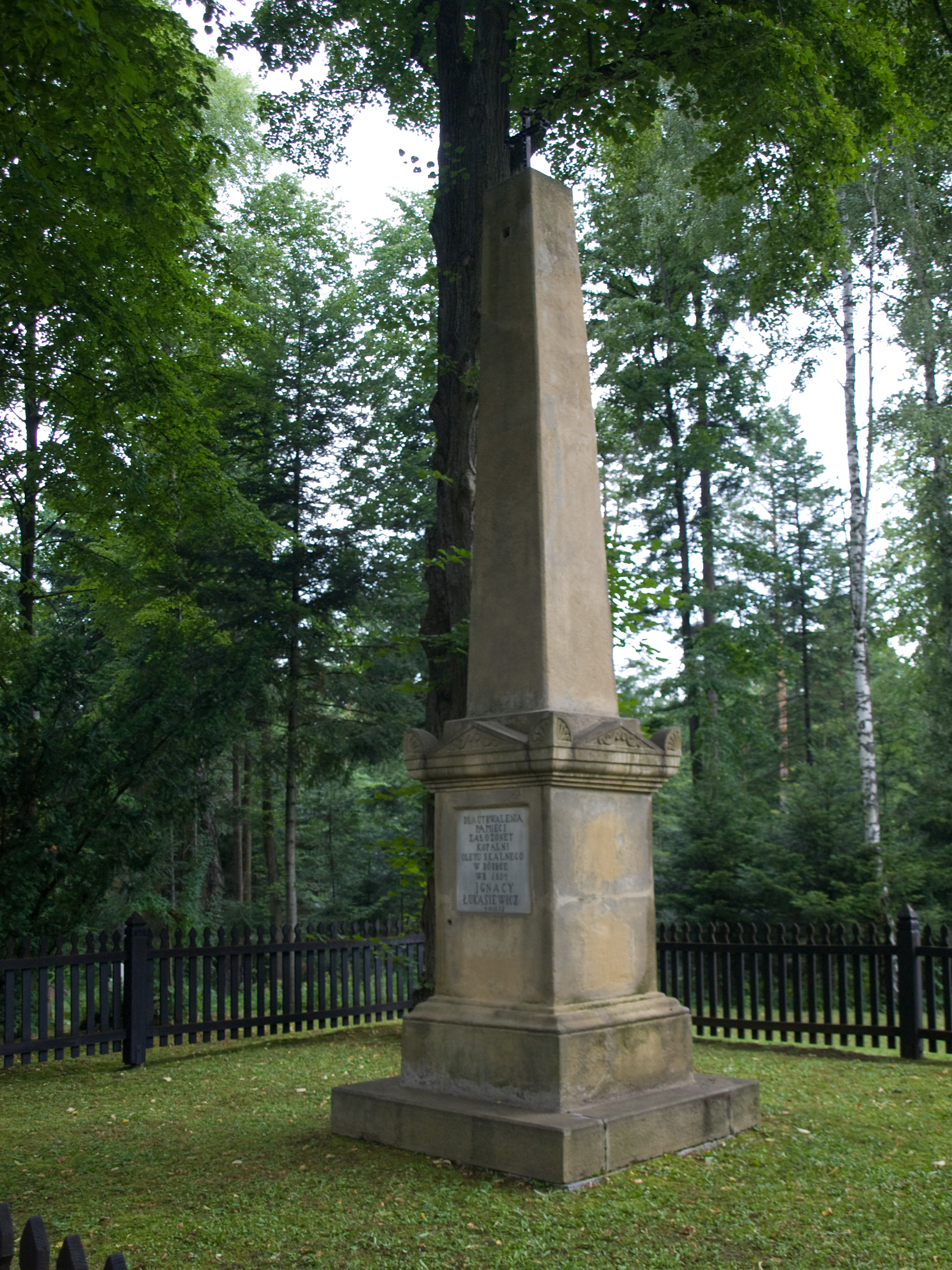
Obelisco a memoria del luogo della prima estrazione petrolifera della storia